# Fédération dentaire internationale
Pour les articles homonymes, voir FDI.
La Fédération dentaire internationale, abrégée en FDI (en anglais : FDI World Dental Federation) est le porte-parole indépendant et autorisé de la profession dentaire et compte 156 associations membres dans 137 pays, représentant plus de 900 000 chirurgiens-dentistes dans le monde. Elle a été fondée à Paris en 1900.
Elle a son siège à Cointrin (Genève, en Suisse).

## Histoire
La naissance de la Fédération dentaire internationale eut lieu le 15 août 1900, sous l'impulsion du docteur français Charles Godon, fondateur de l'École dentaire de Paris. Celui-ci réunit en ces locaux, au cours du 3e congrès dentaire international, plusieurs confrères étrangers, parmi lesquels figurèrent l'Espagnol Florestan Aguilar, le Britannique George Cunningham de Cambridge, le Suédois Elof Försberg et l'Américain Harlan, afin d'y constituer une organisation internationale dont la mission serait la tenue régulière de congrès entre professionnels, entre autres. Cette assemblée de praticiens élut le Dr Godon président et son compatriote, le Dr Sauvez, secrétaire général.

## Membres
- Association marocaine de prévention bucco-dentaire